# Railroad Pass
Railroad Pass är ett bergspass i Kanada.   Det ligger i provinsen British Columbia, i den sydvästra delen av landet, 3 500 km väster om huvudstaden Ottawa. Railroad Pass ligger 1 407 meter över havet.
Terrängen runt Railroad Pass är bergig åt nordväst, men åt sydost är den kuperad. Trakten runt Railroad Pass är nära nog obefolkad, med mindre än två invånare per kvadratkilometer.. Det finns inga samhällen i närheten. 
Trakten runt Railroad Pass består i huvudsak av gräsmarker.